# Serranópolis do Iguaçu
Serranópolis do Iguaçu – miasto i gmina w Brazylii, w stanie Parana. Znajduje się w mezoregionie Oeste Paranaense i mikroregionie Foz do Iguaçu.